# 川原佑
川原 佑（かわはら たすく、1992年12月25日 - ）は、日本のラグビーユニオンにおける元レフリー。日本ラグビーフットボール協会A級公認レフリー（審判員）を務めた。

## プロフィール
- 長崎県出身[3] 。
- 現役時代のポジションはスタンドオフ(SO)、フルバック(FB)。

## 略歴
5歳からラグビーを始めた。
長崎南山高校卒業後、明治大学に入学。怪我のため、明治大学ラグビー部には選手ではなくレフリーとして入部。
2014年、大学在籍中にレフリーとして花園（全国高等学校ラグビーフットボール大会）デビュー。
2015年、明治大学卒業後、NTTコミュニケーションズに入社。
2017年、日本ラグビーフットボール協会A2級レフリーとなる。
2018年4月5日、第19回全国高等学校選抜ラグビーフットボール大会決勝戦（桐蔭学園高対東福岡高）のレフリーを担当。
2019年、日本ラグビーフットボール協会A1級レフリーとなる。
2020年、日本ラグビーフットボール協会A級レフリーとなる。
2021年、東京オリンピックの国内技術役員に選ばれた。
2022年から始まったジャパンラグビーリーグワンのレフリーを、初年度から担当する。
2023年1月8日、第59回全国大学ラグビーフットボール選手権大会決勝戦（帝京大対早稲田大）のレフリーを担当。（後述「エピソード」を参照）
2025年4月、アジアラグビーTMOパネルのマッチオフィシャルに選ばれる。
2025年5月31日、32歳で、ジャパンラグビーリーグワン2024-25DIVISION1のプレーオフ3位決定戦（埼玉WK対神戸S）を最後に、レフリーを引退。リーグワンでは61試合のレフリーを務めた。

## エピソード
- 2023年1月8日に開催された第59回全国大学ラグビーフットボール選手権大会決勝戦で主審レフリーを務めたが、負傷のため後半20分に離脱[16]。
- レフリー最後の試合となったリーグワン2024-25の3位決定戦（埼玉WK v 神戸S）は、落雷の危険性のため、試合開始19分46秒目から約50分中断した[17]。試合終了後、引退セレモニーが行われ、両チームの選手たちから胴上げをされた[18]。